# Paethongtarn Shinawatra
Paethongtarn Shinawatra (en thaï : แพทองธาร ชินวัตร ; RTGS : Phaethongthan Chinwat), surnommée Ung Ing (thaï : อุ๊งอิ๊ง), née le 21 août 1986 à Bangkok, est une femme d'affaires et femme d'État thaïlandaise. Cheffe du Pheu Thai depuis 2023, elle est Première ministre du 18 août 2024 au 1er juillet 2025.
Fille de l'ancien Premier ministre Thaksin Shinawatra et nièce de la première femme à accéder à cette fonction, Yingluck Shinawatra, elle entre en politique en 2021 au sein du parti de facto successeur du Thai Rak Thai puis du Palang Prachachon, tous deux dissous par la Cour constitutionnelle respectivement en 2007 et 2008. 
Elle est, pour les élections législatives de 2023, parmi les principaux candidats du Pheu Thai pour le poste de Premier ministre, suivi de Srettha Thavisin et Chaikasem Nitisiri. Après l'échec de la coalition avec Aller de l'avant (en thaï : พรรคก้าวไกล ; RTGS : Phak Kao Klai ; en anglais : Move Forward Party), parti arrivé en tête lors de ces élections, le parti tend la main aux anciens partis de la coalition soutenant les militaires et parvient à faire élire Srettha Thavisin Premier ministre fin août. Par la suite, celui-ci la nomme vice-présidente puis présidente d'un Comité national de stratégie de soft power (en). Elle est élue cheffe du Pheu Thai à l'issue de la nomination de Chonlanan Srikaew, son prédécesseur, au sein du gouvernement.
À la suite de la destitution de Srettha Thavisin par la Cour constitutionnelle, elle brigue de nouveau le poste de Première ministre en 2024 : elle est élue et désignée, le 16 août, cheffe du gouvernement à l'issue d'un vote par la Chambre des représentants. Elle est officiellement investie par le roi Rama X les jours suivants.
Fragilisée en 2025 par la divulgation d'un appel téléphonique avec l'ancien Premier ministre cambodgien Hun Sen, ainsi que sur le conflit frontalier entre le Cambodge et la Thaïlande, elle est suspendue par la Cour constitutionnelle le 1er juillet 2025. À la suite du remaniement ministériel qui en découle, elle est toutefois nommée ministre de la Culture, une première depuis Plaek Phibunsongkhram en 1952.

## Situation personnelle

### Naissance et famille
Paethongtarn Shinawatra naît le 21 août 1986 à Bangkok,. Plus jeune fille de Thaksin Shinawatra, futur Premier ministre de 2001 à 2006, et de la femme d'affaires Pojaman na Pompetch (en), elle est la dernière d'une fratrie composée d'un frère, Phanthongtae (en), et d'une sœur, Pinthongtha (th). Elle est surnommée « Ung Ing » par sa famille,.

### Éducation et études
Paethongtarn Shinawatra passe son éducation à l'école privée du couvent Saint Joseph, puis à celle de Mater Dei, tous deux à Bangkok. Dans le même temps, à ses 18 ans, elle occupe un emploi à temps partiel dans un McDonald's au sein du centre commercial Siam Discovery (th),.
Elle fréquente ensuite la faculté des sciences politiques (en) de l'université Chulalongkorn, où elle obtient un Bachelor of Arts en sciences politiques, puis poursuit ses études à l'université de Surrey en Angleterre, où elle obtient un Master of Science en gestion hôtelière internationale. Shinawatra dirige ensuite la branche hôtelière de l'empire familial jusqu'à fin 2022.

### Vie privée
Paethongtarn Shinawatra épouse Pitak Suksawat (en) en 2019. La cérémonie de mariage, présidée par la princesse Ubolratana Rajakanya, se tient à l'hôtel Rosewood de Hong Kong. 
Elle a deux enfants, dont une fille née en 2021, et un fils né en 2023.

## Parcours politique

### Membre influente du Pheu Thai
Paethongtarn Shinawatra est désignée en 2021 conseillère en chef pour la participation et l'innovation du parti Pheu Thai. 
Elle est ensuite en 2022 désignée « cheffe de la famille Pheu Thai », ce qui lui facilite sa nomination, en 2023, en tant que candidate de son parti pour briguer le poste de Première ministre aux élections législatives. Un succès de sa part fait craindre en réaction un coup d'État militaire, comme en 2006 contre son père, et comme en 2014 contre sa tante. Les résultats des élections démontrent cependant qu'elle n'a pas mené le parti vers le raz-de-marée électoral prévu par les sondages et le parti termine ainsi en seconde place, assez loin derrière le parti Aller de l'avant mené lors de ces élections par Pita Limjaroenrat.  
À la suite de l'échec de la coalition du Pheu Thai avec Aller de l'avant, parti arrivé en tête à ces élections, elle est la première qui déclare que le parti doit tendre la main au Palang Pracharat, ancien parti principal de l'ancienne coalition pro-junte militaire, pour pouvoir parvenir à un accord gouvernemental, ce que Aller de l'avant refuse.

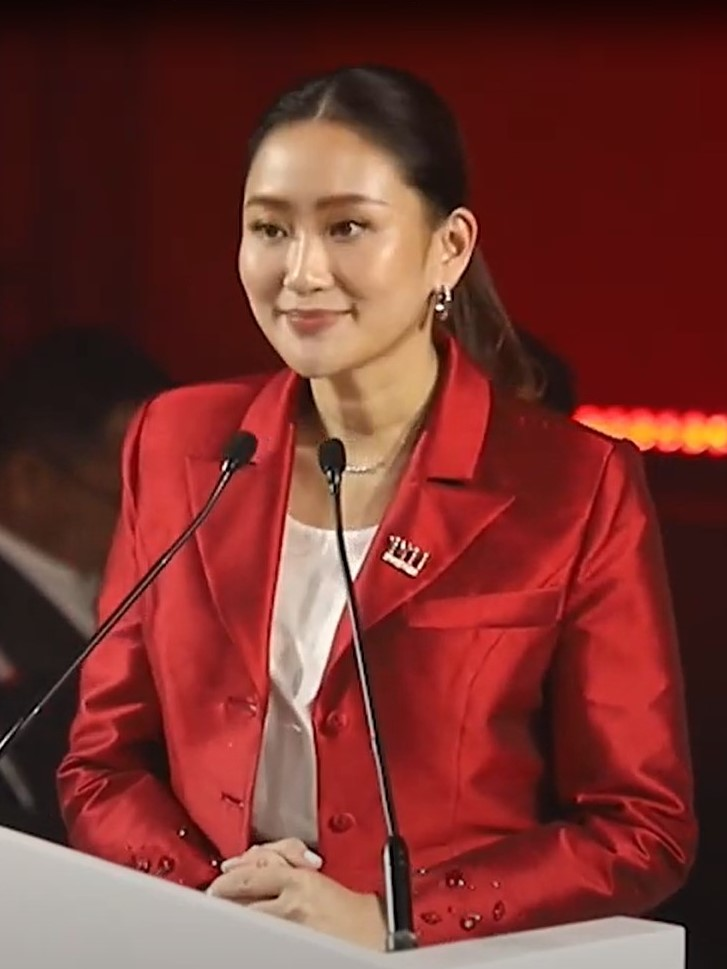
Paetongtarn Shinawatra durant son discours après son accession à la tête du Pheu Thai.

À la suite de la nomination de Srettha Thavisin en tant que Premier ministre, elle est nommée en septembre 2023 vice-présidente d'un Comité national de stratégie de soft power (en). Le mois suivant, Srettha Thavisin le nomme présidente de ce même comité. Fin octobre 2023, après la nomination de Chonlanan Srikaew, ancien chef du Pheu Thai, au sein du gouvernement Thavisin, elle est élue cheffe du parti. Elle est la première femme à accéder à cette fonction.

### Première ministre
Le 16 août 2024, Paethongtarn Shinawatra est élue Première ministre, succédant à Srettha Thavisin destitué par la Cour constitutionnelle. Âgée de 37 ans, elle devient la plus jeune cheffe de gouvernement de l'histoire du pays, ainsi que la deuxième femme à exercer cette fonction après sa tante Yingluck Shinawatra de 2011 à 2014. Elle est officiellement investie par le roi Rama X deux jours plus tard, le 18 août.  Le 4 septembre suivant, elle présente la composition de son gouvernement, qui est investi le 6 septembre.
Accusée d'être la marionnette de son père, elle échappe à une motion de censure le 26 mars 2025,.
Elle déclare l'état d'urgence à Bangkok à la suite d'un séisme en Birmanie le 28 mars 2025, qui impacte également la Thaïlande,.
Son gouvernement est fragilisé en juin 2025 par des dissensions sur la question du conflit frontalier entre le Cambodge et la Thaïlande. Les partis conservateurs l'accusent de manquer de fermeté face au pays voisin après la divulgation dans la presse de son appel à Hun Sen, ancien Premier ministre et homme fort du Cambodge, faisant suite à des affrontements frontaliers. Shinawatra s'exprimait en faveur d'une désescalade et déclarait ne pas partager les positions belliqueuses de l'armée thaïlandaise. Malgré ses excuses publiques, le ministre de l’Intérieur, Anutin Charnvirakul, l’un des piliers de sa coalition avec les forces conservatrices, démissionne et se range dans l'opposition avec son parti. L'opposition de gauche l'appelle à dissoudre le Parlement et à convoquer de nouvelles élections afin d'épargner au pays un nouveau coup d’État militaire.
Une trentaine de sénateurs conservateurs déposent ensuite une plainte auprès de la Cour constitutionnelle, affirmant qu'elle aurait enfreint des standards éthiques liées à son rôle de cheffe du gouvernement. Elle est finalement suspendue par la même cour le 1er juillet 2025.